# Saint-Rodrigue
Saint-Rodrigue est un des 35 quartiers de la ville de Québec, et un des six qui sont situés dans l'arrondissement Charlesbourg.

## Portrait du quartier

### Artères principales
- 1re Avenue
- Autoroute Félix-Leclerc
- Autoroute Laurentienne
- Boulevard de l'Atrium / 55e rue

### Parcs, espaces verts et loisirs
- Parc Henri-Casault
- Parc Maurice-Lortie

### Édifices religieux
- Église Saint-Rodrigue

### Lieux d'enseignement
- École de l'Envol
- École de la Fourmilière

## Démographie
Lors du recensement de 2016, le portrait démographique du quartier était le suivant :
- sa population représentait 15,1 % de celle de l'arrondissement et 2,3 % de celle de la ville.
- l'âge moyen était de 47,9 ans tandis que celui à l'échelle de la ville était de 43,2 ans.
- 22 % des habitants étaient propriétaires et 78 % locataires.
- Taux d'activité de 59,8 % et taux de chômage de 5,4 %.
- Revenu moyen brut des 15 ans et plus : 33 674 $.

| 1996   | 2001   | 2006   | 2011   | 2016   | 2021   |
| ------ | ------ | ------ | ------ | ------ | ------ |
| 10 595 | 11 365 | 11 780 | 12 260 | 12 265 | 12 000 |